# 左执法
左执法 (η Vir / 室女座η)也称太微左垣一是室女座的一颗恒星，距离地球约204光年，英文名Zaniah。其视星等为+3.9，光谱型为A2IV。
虽然在望远镜中看起来是单颗的恒星，但在月掩恒星时却显示左执法是一个密近三星系统，由两颗距离仅0.5天文单位的恒星以及一颗稍远的恒星组成。
由于左执法的位置靠近黄道，所以可能被月亮或行星掩食。在公元前329年9月1日，古希腊天文学家提默洽里斯（Timocharis）观察到左执法被金星掩食，此时行星距离它只有不到一弧分。 最近的一次行星掩左执法发生在1843年9月27日，它被金星掩食。而下一次会发生在2445年11月19日。

## 语源
中世纪名字Zaniah源于阿拉伯语زاوية zāwiyah ，意为“角落”，这与右执法的英文名Zavijava来源相同。